# Ford Fairlane (Argentina)
El Ford Fairlane fue un automóvil fabricado en Argentina por la Ford Motor Company de ese país. Se trata de un coche lujoso de gran porte y de concepción semideportiva. Este coche era un derivado del modelo estadounidense Ford Torino, del cual no pudo tomar su nombre ya que unos años antes de su presentación, fue presentado otro automóvil con nombre similar: el IKA-Renault Torino. Fue así que para evitarse más de un problema legal (IKA había registrado para sí el nombre "Torino", imposibilitando de su uso en Argentina a Ford), se recurrió a un nombre muy usado por Ford entre sus autos en Estados Unidos: Fairlane.
El Fairlane era un automóvil de lujo presentado por Ford en el año 1968. La idea de la marca, en ese entonces, era acaparar un mercado en el que buscaba exclusividad: el segmento de los vehículos lujosos. Como era característico de Ford en otros países, como Brasil con el Ford Galaxie, en Argentina se intentó buscar el mismo efecto, presentando al Fairlane como complemento de un segmento que ya tenía como protagonista al Ford Falcon. Sin embargo, la alta popularidad del Falcon y su constante uso en competencias hicieron de él un coche común, perdiendo exclusividad, característica que se quiso recuperar con el Fairlane.
Fue un coche muy utilizado por autoridades de Gobierno Nacional, como así también por grandes empresas que componían sus flotas de traslado con unidades Fairlane, debido a su amplísimo confort, sus grandes dimensiones y la elegancia de su diseño. Más allá de esto, el Fairlane también tuvo sus incursiones en el automovilismo nacional, más precisamente en el Turismo Carretera, siendo en varias oportunidades un rival muy duro de vencer debido a sus líneas aerodinámicas. Sin embargo, su aparición se dio en una época en que la marca Ford comenzó a ejercer un gran dominio en la especialidad, por lo que las autoridades de la categoría decidieron prohibir de manera terminante el uso del Ford Fairlane en la categoría. Fue ese el final de la historia deportiva del coche. Finalmente, la producción de este lujoso auto se detuvo en 1982.

## Historia
En 1968, Ford Motor de Argentina decide ampliar su gama de productos para sus consumidores. Caracterizada como marca de automóviles de lujo en Argentina, en ese tiempo ya había perdido esa exclusividad cuando su producto insignia, el Ford Falcon, comenzó a ser muy utilizado en diferentes aspectos de la sociedad. Es así que Ford decide redoblar la apuesta e intenta ofrecer un coche netamente exclusivo. Para ello, comienza a buscar un modelo que sea adaptable a los gustos de los consumidores argentinos. El elegido para la producción fue la versión sedán de cuatro puertas correspondiente a la Sexta Generación (1968-1969) del Ford Fairlane estadounidense, modelo que también tenía versiones de dos puertas (sedán y fastback) y convertible de dos puertas, pero que ninguna fue producida en Argentina. La versión norteamericana tuvo dos estilos de carrocería, una correspondiente al año 1968 y otra a 1969. El sedán de cuatro puertas,  estilo de carrocería 1968, se construyó en Argentina de 1969 a 1973, y el estilo de carrocería 1969, se fabricó entre 1973 y 1981. Estas dos versiones tuvieron pocas diferencias entre sí, siendo la más notoria, el formato de los faros traseros, siendo verticales entre 1969 y 1973 y cuadrados entre 1973 y 1981. La Sexta Generación se fabricó en tres plantas en Estados Unidos (New Jersey, Ohio y California) y en una en Argentina (General Pacheco).
El nuevo Ford Fairlane fue presentado en el año 1968 en el país, sin embargo su producción en serie se inició un año después en 1969. Para su presentación, se montó una campaña publicitaria de preestreno en la que se veía transitar en la oscuridad y con las luces encendidas, una caravana de Fairlanes mientras el locutor decía "Para usted, ya llega la Nueva serenidad espacial". El término "espacial" hacía referencia a la habitabilidad del vehículo. Cuando la presentación del Fairlane fue definitiva, su comercial de presentación mostraba a un jeque árabe que llegaba a la Argentina, y para trasladarlo a su hotel lo esperaba un Ford Fairlane. Luego de comprobar los atributos del auto, el jeque desea tener tres unidades para también transportar a sus esposas. Finalizaba la publicidad con el eslogan que se adoptó en ese entonces para el Fairlane: Nueva serenidad espacial.

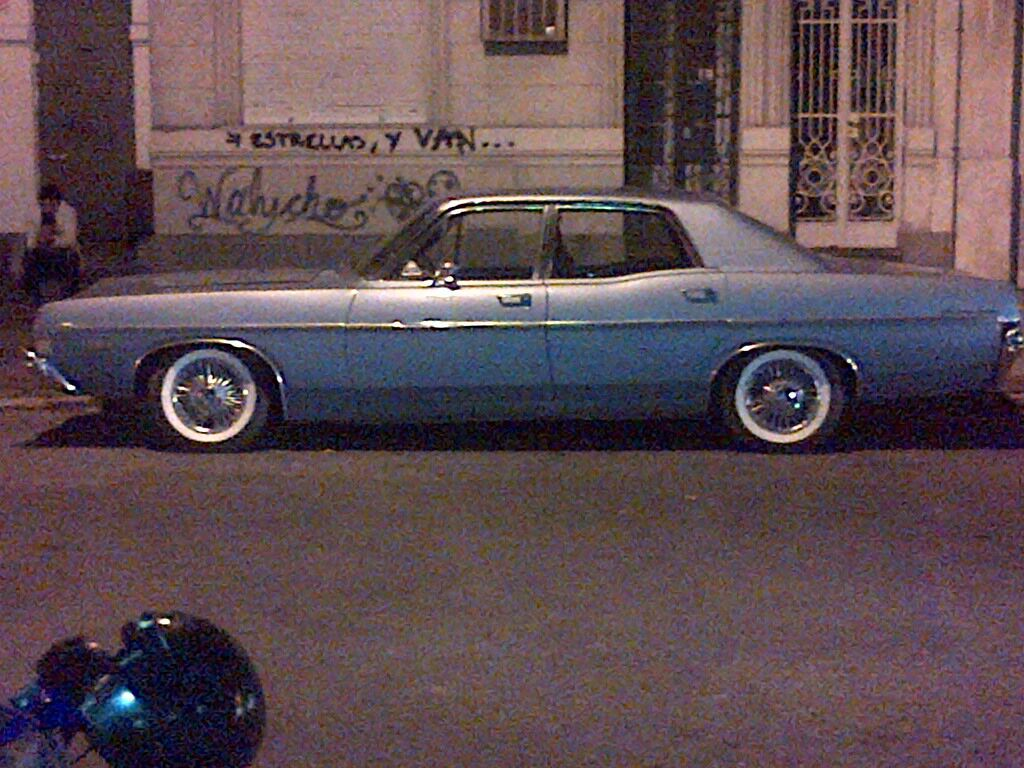
Ford Fairlane estacionado en las calles de Rosario

El Fairlane se presentó en tres modelos: Standard, Fairlane 500 y Fairlane LTD. El modelo impresionaba por sus enormes dimensiones, contando con 5,1 m de largo y 1,9 de ancho dando una idea aproximada de lo enorme que era. El diseño del auto, se basaba en un estilo sobrio y señorial, presentando detalles que expresaban su elegancia en la más alta forma. El diseño lateral de la carrocería, se extendía hasta más allá de la línea de la parrilla en la cual se alojaban faros duales circulares. En cuanto a su mecánica, sus motorizaciones fueron un 6 cilindros de 221 pulgadas cúbicas y 132 CV para la versión estándar y un V8 de 292 pulgadas cúbicas y 185 CV en sus versiones 500 y LTD, todos acoplados a una caja manual de 3 velocidades ubicada en el volante. Uno de los atributos más aclamados del Fairlane, fue su confort de marcha, el cual era propicio por sus suspensiones, de paralelogramo deformable con espirales y amortiguadores en la delantera y de elásticos en la trasera. Volviendo a sus detalles de diseño, en su interior, el tapizado variaba entre tela o vinilo, llevando asientos de estructura anatómica. También como opcional, traían techos de vinilo de diferentes colores, tazas de imitación de rayos y cubiertas de cara blanca. Precisamente, estas tazas equipaban a la versión LTD, mientras que la versión 500 usaba tazas de chapa metalizada.
Debido a su diseño, muy elegante, algunos fueron utilizados por Taxistas. También se lo utilizó para la recepción y traslado de importantes personalidades y por supuesto, también como coche fúnebre. Para 1970 fueron presentadas las versiones De Luxe y LTD Elitte, que presentaban lo último en equipamiento. Algunos de esos detalles fue el agregado de aire acondicionado y dirección hidráulica y la opción de una antena de radio eléctrica. Precisamente, esta última era una antena de accionamiento por un comando a distancia, ubicado dentro del coche, que sin embargo fue ubicada por encima del lateral derecho de la trompa y diseñada de una manera tal que quedaba un tramo de la misma afuera dándole un toque elegante al coche, idea que finalmente fue abandonada ya que más de uno se encontraba con alguien que se había divertido doblándola y rompiéndola.
En cuanto a su motor, fue catalogado como una rareza, ya que en Argentina solamente había coches con motores de 4 o 6 cilindros en línea. Inclusive coches de su talla y categoría como el Dodge Coronado, fueron equipados con motores de 6 cilindros. Finalmente la respuesta llegaría unos años después con la aparición del Dodge GTX, que poseía el impulsor V8 más potente del país. El motor del Fairlane lleva el sobrenombre de V8 Fase II, porque es el mismo motor Fase I que Ford utilizaba para equipar sus primeros camiones y que al ser trasladado al Fairlane, su múltiple de admisión fue reformado. Otro motor que equipaba al Ford Fairlane, era el conocido motor 6 cilindros de 221 pulgadas cúbicas, que ya se usaba para equipar al Ford Falcon y a las camionetas Ford F-100.
Finalmente, en 1982 y con el auge de la importación de coches europeos de bajo consumo, el Fairlane dejó de fabricarse en General Pacheco, habiéndose producido 29602 unidades. Al igual que su hermano menor el Ford Falcon, hoy en día el Fairlane es considerado objeto de culto por parte de los fanáticos de la marca, que consideran a este coche como el mejor debido a su motor V8. Varios clubes se han formado en torno a este automóvil, como así también son recordadas sus hazañas en el automovilismo nacional.

## El Fairlane en la cultura automovilística nacional

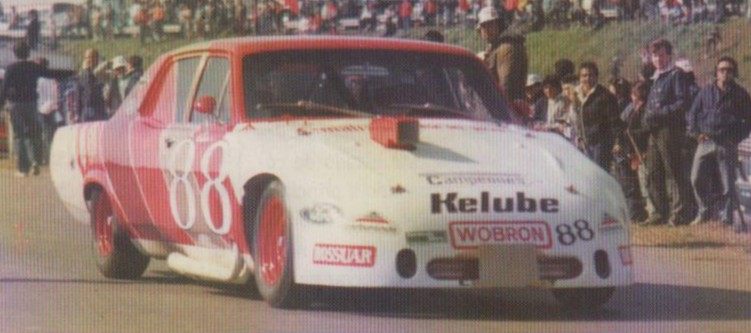
Norberto Bressano y su Ford Fairlane.

El Fairlane siempre fue considerado por la sociedad como un auto para la clase alta debido a su enorme tamaño, sus altas prestaciones, su siempre lujoso equipamiento y su considerable alto costo. Muchas empresas de hecho, crearon sus propias flotas ejecutivas con modelos Fairlane. También, el Gobierno Nacional utilizaba estos coches como transporte para las celebridades que visitaban el país, como así también para el traslado de las autoridades de un lugar a otro. También sobre la base de este coche fueron diseñadas de modo particular, carrozados de limusinas, teniendo siempre en cuenta su elegancia y comodidad al andar. Obviamente, debido a su enorme y espacioso habitáculo, como así también a su gran largura, fue muy utilizado por empresas funerarias para la fabricación y carrozado de coches fúnebres.

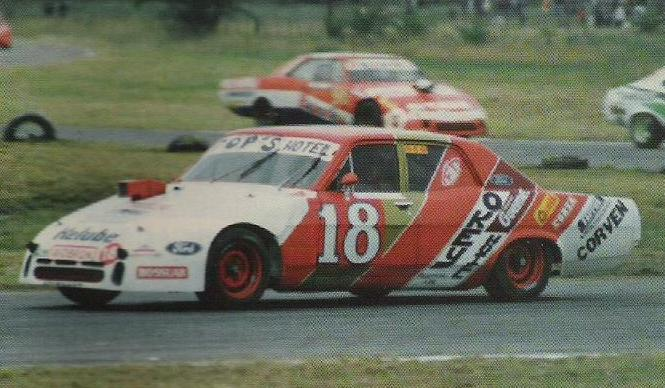
Esteban Fernandino piloteando un Fairlane.

Cuando el Fairlane fue presentado en sociedad, lo que menos imaginó Ford era que varios pilotos que usaban coches de su marca para correr en Turismo Carretera también lo harían incursionar en esta especialidad. De hecho, varios de ellos vieron en el una solución a la falta de aerodinamia que planteaba el muy utilizado Ford Falcon, el compacto por excelencia. Las suaves líneas curvas que se alzaban en la cintura del Fairlane, sumado a su largura que otorgaba mejor maniobrabilidad, fueron los atributos por los cuales sus usuarios lo llevaron a las pistas, como una alternativa fuerte para derrocar el monopolio que estaban generando las cupés Dodge GTX. La baja demanda de las Coupe Chevy, las dificultades técnicas que enfrentaba el IKA Torino y el diseño rectilíneo del Falcon, crearon el ambiente propicio para generar el duelo Fairlane-GTX. Varios pilotos de Ford, rápidamente cambiaron sus Falcon por Fairlanes, teniendo resultados discretos. Algunos pilotos que manejaron Fairlanes de TC fueron Norberto Bressano y Esteban Fernandino, pero quién quedó en la memoria de los fanáticos del Fairlane y en la historia del Automovilismo nacional fue Oscar Angeletti, quién a bordo de un Fairlane azul y blanco peleó el campeonato de 1989 frente a Oscar Castellano, perdiendo por muy poco y ganando la carrera final con un neumático roto. Su actuación en ese año hizo suponer a la ACTC, la creación de un monopolio por parte de Ford y el modelo Fairlane, por lo que la categoría resolvió prohibirlo para su uso en carreras de Turismo Carretera.

## La hazaña de Oscar Angeletti

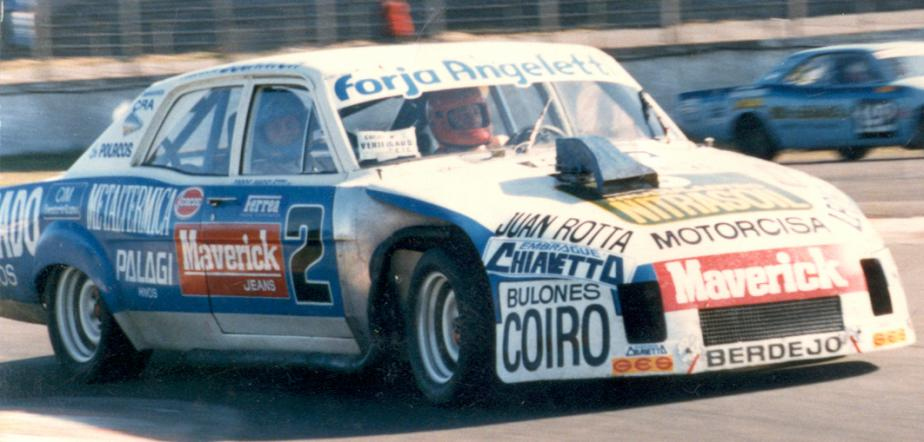
El Ford Fairlane de Oscar Angeletti, apodado el Transatlántico.

En la década de los '70, Ford había demostrado todo su poderío en la preparación de sus automóviles. 7 títulos en 10 años daban cuenta del potencial que tenían en ese entonces los motores que equipaban a los Ford Falcon. Sin embargo, entrada la década de los '80 el monopolio dio un giro brusco hacia otra marca, dando inicio a la era de los Dodge GTX en el TC. Originalmente, este vehículo se ofrecía equipado de fábrica con un potente motor V8 de 318 pulgadas cúbicas. Sin embargo, para poder competir en el TC, el mismo debía ser reemplazado por los impulsores Slant-Six de 6 cilindros en línea y redimensionados a 3000 cc., para cumplir con el reglamento técnico de la categoría. Debido a que en ese entonces, el reglamento técnico obligaba a todas las marcas a tener un mismo nivel de preparación y gracias a su diseño altamente aerodinámico, "la GTX" como se lo conocía se hacía un coche difícil de batir. Roberto Mouras, Oscar Castellano, Antonio Aventín y Oscar Angeletti fueron los hombres que llevaron a la marca del carnero a su punto más alto. 
Sin embargo, llegando al final de la década de los '80, la ACTC intentó detener este dominio de la marca en la categoría, implementando reformas al reglamento consistentes en restricciones para el modelo de Dodge. Asimismo, también por ese entonces algunos pilotos comenzaban a hacer debutar un nuevo modelo de la marca Ford, siendo este el Ford Fairlane. Sin embargo, no fue hasta 1989, con Oscar Angeletti al volante, que este auto tuvo su época de gloria. 
En 1989, la ACTC preparó una serie de restricciones técnicas para las Dodge GTX, con el fin de detener el monopolio de la marca. 8 títulos en 10 años fue el resultado de todo esto y fue así que luego de haber ganado el campeonato en 1986, un año para el olvido en 1987 y un subcampeonato en 1988, Oscar Angeletti decidió cambiar de marca. En ese entonces, Ford tenía un motor ideal con mucha potencia, pero la rectilínea carrocería del Falcon no ayudaba, por lo que Angeletti encararía un plan personal para poder aprovechar el nuevo reglamento técnico favorable a Ford. Para ello, enfocaría su idea en la construcción de un Fairlane, en el cual vería conjugadas la potencia del motor de Ford, con la aerodinamia del Fairlane, la cual a su vez era muy similar a la de las Dodge GTX. Luego de pedir autorización a la ACTC para iniciar la preparación de este modelo, comenzaría con el armado del Fairlane para encarar la Temporada 1989. 
A diferencia del Falcon, el Fairlane poseía una mejor concepción aerodinámica y una mejor tenida en ruta, sin embargo a su producto final Angeletti lo dejó con 30 kilos por encima del peso reglamentario del Falcon, con el fin de poder mantener a su coche lo más emparejado posible con el resto de sus rivales. Su aparición en pista generó simpatía y despertó el ocurrente ingenio del público. Apodos como "Buquebus", "Jumbo", "Ballena" o "Transatlántico" quedaron en la memoria colectiva, siendo los apodos "Jumbo" y "Transatlántico" los más recordados en la memoria del público del TC.
El Fairlane debutó un 23 de abril de 1989, en la competencia válida por la tercera fecha del campeonato, que se corriera en Balcarce (Buenos Aires) donde finalizó décimo. Olavarría y Bahía Blanca fueron dos malas pasadas con abandonos por problemas de motor. El primer triunfo del "Jumbo" se dio el 11 de junio de 1989 en el entonces Autódromo Oscar Alfredo Gálvez de Buenos Aires (hoy Oscar y Juan Gálvez). Sin embargo, un nuevo sinsabor se sumó en la carrera de San Lorenzo cuando luego de puntear abandonó por problemas de motor. Nuevamente en Buenos Aires, repitió el podio pero esta vez detrás del Ford Falcon de Oscar Aventín. Más tarde en Junín llegó la segunda alegría de Angeletti y su Fairlane, porque nuevamente encontraban la victoria. Nuevamente la categoría visitaba Balcarce, donde Angeletti demostró el potencial de su Fairlane al clavar la pole position y vencer en su manga, pero la rotura de un neumático en la final lo dejó a pie. 
La tercera victoria del Fairlane fue épica. En Nueve de Julio, una falla en el semáforo de largada obligó a que las autoridades penasen a Angeletti con el último lugar de la grilla, sin embargo la fuerza del "Transatlántico" pudo más y se alzó con una gran victoria. Con todos estos resultados, Angeletti se ponía tercero, preparado para pelearle el título a Oscar Castellano, su archirrival de los últimos cuatro años que también cambió de marca ese año, pero que en este caso piloteaba un Ford Falcon. 
Sin embargo, la penúltima fecha en Morón, le jugaría una mala pasada: Rompió el motor en pruebas libres, fue tercero en la clasificación, ganó su serie y estaba por llevarse el triunfo. Pero un toque con un rezagado le hizo perder terreno y su coche quedó herido. Así y todo, terminó la carrera en quinto lugar, pero llegaba a la definición con pocas chances: Angeletti debía ganar o ganar y Castellano no debía sumar. 
La definición en Tandil fue electrizante. Angeletti arrancó dominando las acciones, mientras que Castellano hacía su carrera para mantener la corona. De repente, sucede lo inesperado: Un neumático comienza a desinflarse en el auto de Angeletti. La rueda delantera izquierda transformó al Fairlane en un monstruo indomable, difícil de llevar, pero Angeletti trataba de mentenerse en pista. El final fue apasionante, con el Fairlane aguantando los embates del Falcon de Castellano y cruzando la meta en primer lugar, con la llanta tirando chispas.
Aquella memorable actuación del Fairlane en manos de Angeletti, sin embargo, despertó rechazo por parte de las autoridades de la categoría, que viendo que los Fairlane eran más aerodinámicos que los Falcon y montaban el motor más potente de la categoría, supusieron que el monopolio que pretendían evitar con la Dodge GTX, iba a pasarse a los Fairlane, por lo que decidieron prohibir para todo uso deportivo en categoría pertenecientes a la ACTC, este modelo de Ford. Además, con esta prohibición, lograron evitar un cambio masivo de marcas y modelos que provocarían fuertes inversiones y gastos de dinero. Aquel Fairlane que exitosamente manejara Oscar Angeletti, finalmente vería trunca su carrera deportiva con esta prohibición, siendo finalmente reemplazado por un Ford Falcon. Pero si hay algo que quedará para siempre en la memoria de sus fanáticos, fue su andar inalterable, y el recuerdo de quién más tarde fue considerado como el especialista en coches grandes: Oscar Angeletti.